# Арно III Одон
Арно III Одон (фр. Arnaud Odon d'Armagnac; д/н — 1264/1267) — віконт Ломань, граф-консорт Арманьяка і Фезансака.

## Життєпис
Походив з Дому Ломань. Син Одона V, віконта де Ломань. Одружився з Маскарозою д'Арманьяк. 1246 року, коли та успадкувала графства Арманьяк і Фезансак, прийняв титул «той, що заміщує графа». Фактично Арно III Одон став правителем цих графств.
Невдовзі стикнувся з небажанням феодалів та міст підкорятися йому. 1247 року спротив останньому стало чинити місто Ош. При цьому містяни вигнали з Оша їх єпископа Іспана. Не в змозі підкорити Ош, Арно III Одон вимушений був погодитися на посередництво Гастона, віконта Беарна. В результаті було укладено мирний договір.
1249 року проти Арно III Одона повстав Жеро, віконт Фезансаге, стриєчний брат Маскарози I. Його підтримували спочатку Раймунд VII, граф Тулузи, потім спадкоємець того Альфонс де Пуатьє. В свою чергу Арно III Одона підтримав англійський король Генріх III. Арно Одону вдалося полонити Жеро де Фезансаге, після чого захопити віконство Овіллар.
1249 року після смерті дружини влада перейшла до доньки Арно III Одона — Маскарози II. Втім фактична влада залишилася в Арно III Одона. Намагаючись посилити свої позиції, видав доньку в шлюб з внучатим небожем Симона де Монфора, впливового барона Англії. Випустив Жеро де Фезансаге за викуп. Той знову поновив війну. Лише за втручання Гастона де Беарна 1255 року в Мезені було укладено мирний договір.
Після смерті доньки 1256 року вимушений був поступитися Арманьяком і Фезансаком на користь Жеро де Фезансаге. Арно III Одон одружився двічі, встановивши владу над віконством Ломань. Помер між 1264 та 1267 роками. В Ломані йому спадкував син Веціан III.

## Родина
1. Дружина — Маскароза I, графиня Арманьяк і Фезансак
Діти:
- Маскароза (д/н—1256), графиня Арманьяк і Фезансак

2. Дружина — Ескарона, донька Жеро де Ломань
Діти:
- Веціан (д/н—1280), віконт Ломань

3. Дружина — Марія, донька П'єра де Жеводана
Діти:
- Філіппа (д/н—1286/1294), дружина Елі IX Талейрана, графа Перігора